# 臂金龟科
臂金龟科（学名：Euchiridae）是昆虫纲鞘翅目的一科，也有资料将本科视为金龟子科（Scarabaeidae）的一个亚科－臂金龟亚科（学名：Euchirinae）。本科甲虫的明显特征是具有超长的前足。
本科目前包含3属：
- 彩臂金龟属 Cheirotonus Hope, 1841
- 臂金龟属 Euchirus Linnaeus, 1758
- 棕臂金龟属 Propomacrus Newman, 1837